# Mulec
Mulec je priimek več znanih Slovencev:
- Breda Mulec (* 1975), pravnica, politologinja, strokovnjakinja za manjšine, človekove pravice itd.
- Franc Mulec (* 1946), publicist
- Ines Mandić Mulec (* 1960), mikrobna biologinja, prof. BF (živilstvo)
- Jan Mulec, odbojkar
- Janez Mulec, krasoslovec, mikrobiolog kraškega podzemlja, prof.
- Leopold Mulec (1913–1958), kmet, žrtev komunističnega režima
- Nataša Mulec, novinarka
- Nika Mulec, napovedovalka, športna komentatorka
- Toni Mulec, motociklist
- Vida Mulec, teniška igralka